# Jason Whateley
Jason Whateley est un boxeur australien né le 18 novembre 1990 à Sale.

## Carrière
Sa carrière amateur est principalement marquée par une médaille d'argent remportée aux Jeux du Commonwealth 2018 dans la catégorie des poids lourds.

## Palmarès

### Jeux du Commonwealth
- Médaille d'argent en -91 kg en 2018 à Gold Coast, Australie

### Championnats d'Océanie
- Médaille d'argent en -91 kg en 2017 à Gold Coast, Australie

## Référence
1. ↑  (en) Résultats des épreuves de boxe anglaise aux Jeux du Commonwealth 2018 (amateur-boxing.strefa.pl)